# Westpontisches Gebirge

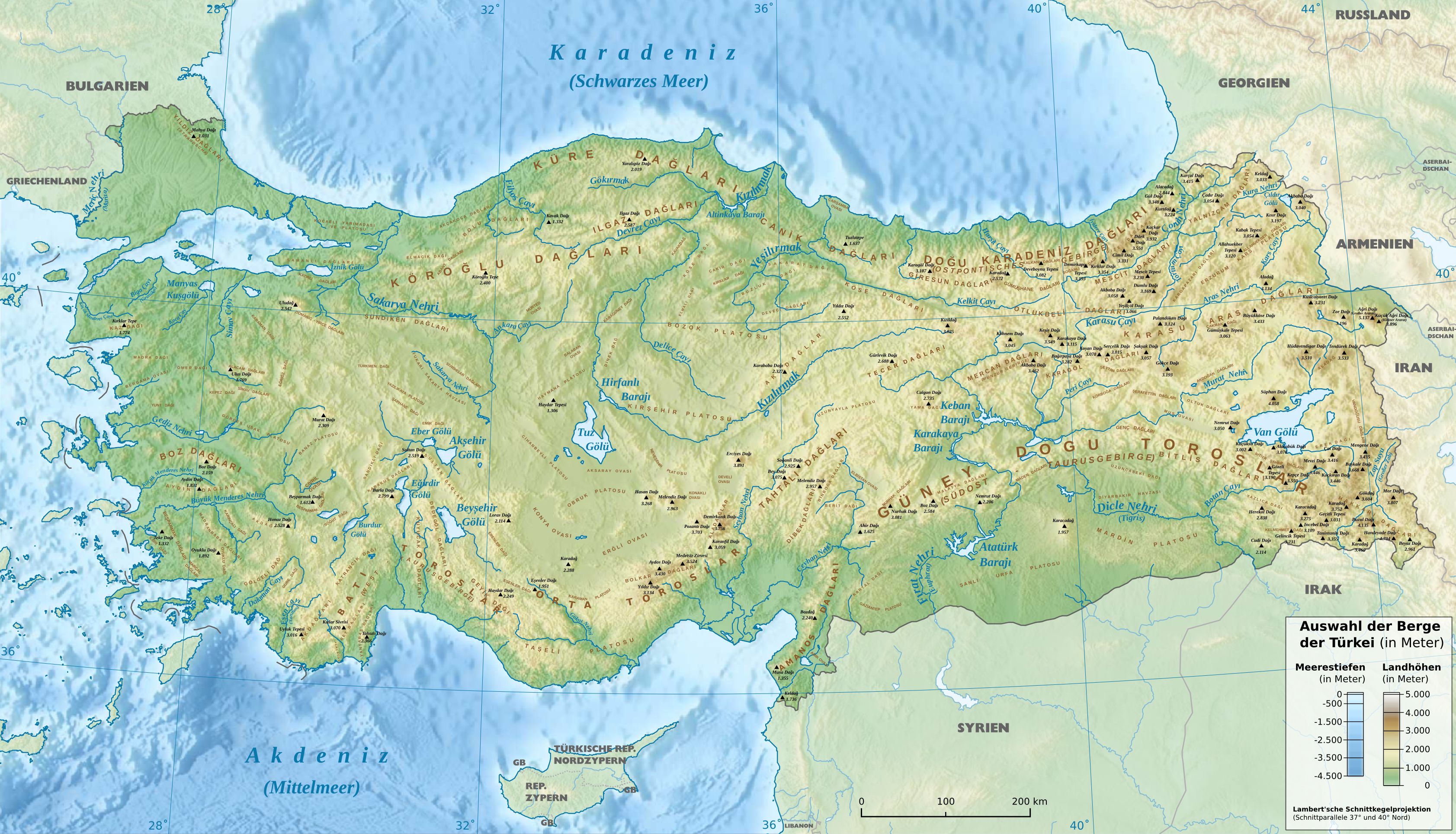

Das Westpontische Gebirge bildet den westlichen Teil des Pontischen Gebirges im Norden von Kleinasien entlang der Schwarzmeerküste.
Das Westpontische Gebirge erstreckt sich über eine Länge von 475 km zwischen den Flussläufen des Sakarya (im Westen) und des Kızılırmak (im Osten). Es besteht aus 2–3 parallel verlaufende Gebirgszüge, die durch Flusstäler und Beckenlandschaften voneinander getrennt sind. Zur Schwarzmeerküste fällt das Gebirge steil ab. Nur an wenigen Stellen lässt es Raum für die Küstenebene.
Das Gebirge besteht aus Sandstein, Kalkstein und metamorphem Gestein. 
Im Becken von Zonguldak befinden sich Steinkohlelagerstätten. 
Es herrscht an den Berghängen zum Schwarzen Meer ein Feuchtklima. Die unteren und mittleren Lagen sind mit Bergwäldern bedeckt. Ab einer Höhe von 2000 m wächst subalpine Vegetation. 
Der südliche Teil des Westpontischen Gebirges ist waldlos.
In den Niederungen und Tallagen wird Obstbau betrieben, sowie Wein, Mais, Reis, Tabak und weitere Nutzpflanzen angebaut.

## Teilgebirge
Das Westpontische Gebirge ist im Wesentlichen in folgende Gebirgszüge gegliedert:
- Küre Dağları (bis 2019 m)
- Ilgaz Dağları (bis 2587 m)
- Köroğlu Dağları (bis 2399 m)